# 2. HNL 2001/02
Die 2. HNL 2001/02 war die elfte Spielzeit der zweithöchsten kroatischen Fußballliga.

## Modus
Die Liga wurde in zwei regionale Gruppen zu je 16 Mannschaften eingeteilt. In Gruppe Nord kamen zu den vier Vereinen der vorigen Saison je sechs Mannschaften aus der 3. HNL Nord und Ost hinzu. In Gruppe Süd kamen zu den neun Vereinen der vorigen Saison je zwei Mannschaften aus der 3. HNL West und Süd sowie drei aus der 3. HNL Zentrum dazu.
Die beiden Sieger spielten gegen den 11. bzw. 12. der 1. HNL um den Aufstieg. Die jeweils letzten sechs Vereine stiegen direkt in die 3. HNL ab, während die beiden Zehntplatzierten Relegationsspiele gegen die zwei Relegationssieger der 3. HNL absolvierten.

## Vereine
| Verein                     | Stadt         | Saison 2000/01       |
| -------------------------- | ------------- | -------------------- |
| NK Belišće                 | Belišće       | 6. Pl. – 2. HNL      |
| NK Vukovar ’91             | Vukovar       | 12. Pl. – 2. HNL     |
| NK Bjelovar                | Bjelovar      | 13. Pl. – 2. HNL     |
| NK Koprivnica              | Koprivnica    | 15. Pl. – 2. HNL     |
| NK Podravac Virje          | Virje         | 1. Pl. – 3. HNL Nord |
| NK Omladinac               | Novo Selo Rok | 2. Pl. – 3. HNL Nord |
| NK Ivanciča Ivanec         | Ivanec        | 3. Pl. – 3. HNL Nord |
| NK Sloga Čakovec           | Čakovec       | 5. Pl. – 3. HNL Nord |
| NK Mladost Molve           | Molve         | 7. Pl. – 3. HNL Nord |
| NK Papuk Orahovica         | Orahovica     | 8. Pl. – 3. HNL Nord |
| NK Metalac Osijek          | Osijek        | 1. Pl. – 3. HNL Ost  |
| NK Valpovka Valpovo        | Valpovo       | 2. Pl. – 3. HNL Ost  |
| NK Grafičar Vodovod Osijek | Osijek        | 3. Pl. – 3. HNL Ost  |
| NK Sloga Nova Gradiška     | Nova Gradiška | 5. Pl. – 3. HNL Ost  |
| NK Bedem Ivankovo          | Ivankovo      | 6. Pl. – 3. HNL Ost  |
| NK NAŠK Našice             | Našice        | 7. Pl. – 3. HNL Ost  |

| Verein             | Stadt     | Saison 2000/01             |
| ------------------ | --------- | -------------------------- |
| NK Croatia Sesvete | Sesvete   | 3. Pl. – 2. HNL            |
| NK Solin Grada     | Solin     | 7. Pl. – 2. HNL            |
| NK Mosor Žrnovnica | Žrnovnica | 8. Pl. – 2. HNL            |
| NK Vrbovec         | Vrbovec   | 9. Pl. – 2. HNL            |
| NK Orijent Rijeka  | Rijeka    | 10. Pl. – 2. HNL           |
| NK Segesta Sisak   | Sisak     | 11. Pl. – 2. HNL           |
| NK Istra Pula      | Pula      | 14. Pl. – 14. Pl. – 2. HNL |
| NK Zminj           | Žminj     | 16. Pl. – 2. HNL           |
| NK Imotska krajina | Proložac  | 17. Pl. – 2. HNL           |
| NK Uljanik Pula    | Pula      | 1. Pl. – 3. HNL West       |
| NK Novalja         | Novalja   | 2. Pl. – 3. HNL West       |
| NK GOŠK Dubrovnik  | Dubrovnik | 1. Pl. – 3. HNL Süd        |
| NK Uskok Klis      | Žrnovnica | 2. Pl. – 3. HNL Süd        |
| NK Trnje Zagreb    | Zagreb    | 1. Pl. – 3. HNL Zentrum    |
| Inker Zaprešić     | Zaprešić  | 2. Pl. – 3. HNL Zentrum    |
| NK Samobor         | Samobor   | 3. Pl. – 3. HNL Zentrum    |

## Gruppe Nord

### Abschlusstabelle
| Pl. | Verein                         | Sp. | S  | U  | N  | Tore    | Diff. | Punkte |
| --- | ------------------------------ | --- | -- | -- | -- | ------- | ----- | ------ |
| 1.  | NK Vukovar ’91                 | 30  | 23 | 2  | 5  | 087:300 | +57   | 71     |
| 2.  | NK Belišće                     | 30  | 21 | 5  | 4  | 074:260 | +48   | 68     |
| 3.  | NK Valpovka Valpovo (N)        | 30  | 15 | 6  | 9  | 053:390 | +14   | 51     |
| 4.  | NK Metalac Osijek (N)          | 30  | 15 | 6  | 9  | 043:400 | +3    | 51     |
| 5.  | NK Koprivnica                  | 30  | 15 | 5  | 10 | 064:460 | +18   | 50     |
| 6.  | NK Grafičar Vodovod Osijek (N) | 30  | 14 | 5  | 11 | 046:350 | +11   | 47     |
| 7.  | NK Sloga Nova Gradiška (N)     | 30  | 13 | 5  | 12 | 060:460 | +14   | 44     |
| 8.  | NK Omladinac (N)               | 30  | 13 | 4  | 13 | 054:600 | −6    | 43     |
| 9.  | NK Podravac Virje (N)          | 30  | 12 | 5  | 13 | 041:560 | −15   | 41     |
| 10. | NK Bjelovar                    | 30  | 12 | 4  | 14 | 049:470 | +2    | 40     |
| 11. | NK Mladost Molve (N)           | 30  | 10 | 10 | 10 | 045:460 | −1    | 40     |
| 12. | NK Papuk Orahovica (N)         | 30  | 10 | 3  | 17 | 040:570 | −17   | 33     |
| 13. | NK Bedem Ivankovo (N)          | 30  | 9  | 4  | 17 | 039:540 | −15   | 31     |
| 14. | NK Ivanciča Ivanec (N)         | 30  | 8  | 6  | 16 | 035:450 | −10   | 30     |
| 15. | NK Sloga Čakovec (N)           | 30  | 6  | 3  | 21 | 034:820 | −48   | 21     |
| 16. | NK NAŠK Našice (N)             | 30  | 6  | 3  | 21 | 030:850 | −55   | 21     |

Platzierungskriterien: 1. Punkte – 2. Tordifferenz – 3. geschossene Tore

für Aufstieg, Relegation und Abstieg: 1. Punkte – 2. Siege – 3. Direkter Vergleich (Punkte, Tordifferenz, geschossene Tore) – 4. Tordifferenz – 5. geschossene Tore

(N) Aufsteiger aus der 3. HNL

### Relegation
Aufstieg
| Datum        | 2. HNL         | Gesamt | 1. HNL     | Hinspiel | Rückspiel |
| ------------ | -------------- | ------ | ---------- | -------- | --------- |
| 15./19. Juni | NK Vukovar ’91 | 3:4    | NK Šibenik | 0:0      | 3:4       |

Beide Klubs blieben in ihren jeweiligen Ligen.
Abstieg
| Datum           | 2. HNL      | Gesamt | 3. HNL           | Hinspiel | Rückspiel |
| --------------- | ----------- | ------ | ---------------- | -------- | --------- |
| 29. Mai/2. Juni | NK Bjelovar | 1:3    | NK Dilj Vinkovci | 1:1      | 0:2       |

NK Bjelovar stieg in die 3. HNL ab.

## Gruppe Süd

### Abschlusstabelle
| Pl. | Verein                | Sp. | S  | U  | N  | Tore    | Diff. | Punkte |
| --- | --------------------- | --- | -- | -- | -- | ------- | ----- | ------ |
| 1.  | NK Istra Pula         | 30  | 17 | 8  | 5  | 046:210 | +25   | 59     |
| 2.  | NK Uljanik Pula (N)   | 30  | 17 | 8  | 5  | 057:260 | +31   | 59     |
| 3.  | NK Novalja (N)        | 30  | 14 | 8  | 8  | 030:180 | +12   | 50     |
| 4.  | NK Uskok Klis (N)     | 30  | 14 | 7  | 9  | 048:320 | +16   | 49     |
| 5.  | NK Solin Grada        | 30  | 13 | 9  | 8  | 044:240 | +20   | 48     |
| 6.  | NK Orijent Rijeka     | 30  | 14 | 4  | 12 | 035:370 | −2    | 46     |
| 7.  | NK Croatia Sesvete    | 30  | 13 | 6  | 11 | 033:290 | +4    | 45     |
| 8.  | Inker Zaprešić (N)    | 30  | 11 | 8  | 11 | 046:400 | +6    | 41     |
| 9.  | NK GOŠK Dubrovnik (N) | 30  | 11 | 8  | 11 | 026:370 | −11   | 41     |
| 10. | NK Imotski 1          | 30  | 12 | 4  | 14 | 036:390 | −3    | 40     |
| 11. | NK Mosor Žrnovnica    | 30  | 10 | 3  | 17 | 038:500 | −12   | 33     |
| 12. | NK Žminj              | 30  | 11 | 3  | 16 | 025:430 | −18   | 36     |
| 13. | NK Segesta Sisak      | 30  | 9  | 8  | 13 | 028:330 | −5    | 35     |
| 14. | NK Samobor (N)        | 30  | 8  | 7  | 15 | 031:400 | −9    | 31     |
| 15. | NK Trnje Zagreb (N)   | 30  | 5  | 11 | 14 | 030:430 | −13   | 26     |
| 16. | NK Vrbovec            | 30  | 7  | 2  | 21 | 023:640 | −41   | 23     |

Platzierungskriterien: 1. Punkte – 2. Tordifferenz – 3. geschossene Tore

für Aufstieg, Relegation und Abstieg: 1. Punkte – 2. Siege – 3. Direkter Vergleich (Punkte, Tordifferenz, geschossene Tore) – 4. Tordifferenz – 5. geschossene Tore

(N) Aufsteiger aus der 3. HNL

### Relegation
Aufstieg
| Datum        | 2. HNL        | Gesamt | 1. HNL                 | Hinspiel | Rückspiel |
| ------------ | ------------- | ------ | ---------------------- | -------- | --------- |
| 15./19. Juni | NK Istra Pula | 1:3    | NK Kamen Ingrad Velika | 0:1      | 1:2       |

Beide Klubs blieben in ihren jeweiligen Ligen.
Abstieg
| Datum           | 3. HNL                   | Gesamt | 2. HNL     | Hinspiel | Rückspiel |
| --------------- | ------------------------ | ------ | ---------- | -------- | --------- |
| 29. Mai/2. Juni | NK Napredak Velika Mlaka | 0:6    | NK Imotski | 0:2      | 0:4       |

Beide Klubs blieben in ihren jeweiligen Ligen.